# Kobieta z Zakintos
Kobieta z Zakintos – poemat romantycznego poety greckiego Dionisiosa Solomosa, napisany pod koniec lat dwudziestych XIX wieku, ale opublikowany dopiero po stuleciu od powstania, w 1927. Utwór jest napisany prozą biblijną, podzieloną na wersety. Narratorem opowieści, który mówi o losach tytułowej kobiety z Zakintos jest hieromonach Dionizy. Na język polski poemat przełożyła Monika Mikuła. Przekład został zamieszczony w trzecim tomie serii Arcydzieła Literatury Nowogreckiej pod redakcją Małgorzaty Borowskiej